# Пастка носіїв заряду
Пастка носіїв заряду — локальний дефект кристалічної ґратки, який може захоплювати та утримувати носії заряду в напівпровіднику чи діелектрику. Зокрема, такими пастками можуть бути домішки, наприклад, домішки перехідних металів в кремнії. Вакансії та дислокації також можуть бути пастками носіїв заряду.
Розрізняють пастки захоплення та рекомбінації.
Енергетичні рівні пасток носіїв заряду розташовуються в забороненій зоні. Дефекти, що створюють в забороненій зоні енергетичні рівні, близькі до середини забороненої зони, здатні почергово захоплювати носії обох знаків (як електрони, так і дірки). Таким чином забезпечується перехід електрона із зони провідності спочатку на енергетичний рівень дефекта, а потім на незаповнену вакансію у валентну, тобто відбувається процес рекомбінації електрон-дірочної пари. Такі пастки, які фактично є центрами рекомбінації, називаються рекомбінаційними.
Енергетичні рівні пасток захоплення розташовуються поблизу зони провідності чи валентної зони. Захоплені ними носії перестають брати участь в процесах електропровідності, тобто такі рівні відіграють роль рівнів прилипання. Однак через деякий час захоплені носії повертаються в зону. В умовах термодинамічної рівноваги на концентрацію неосновних носіїв струму пастки захоплення не впливають, адже число захоплених носіїв рівне числу звільнених.